# Consdorf
Consdorf (Luxemburgs: Konsdref, Duits: Konsdorf) is een gemeente in het Luxemburgse kanton Echternach.
De gemeente heeft een totale oppervlakte van 25,72 km² en telde 1.902 inwoners op 1 januari 2016.

## Plaatsen in de gemeente
- Breidweiler
- Colbette
- Consdorf
- Kalkesbach
- Marscherwald
- Michelshof
- Scheidgen
- Wolper

## Ontwikkeling van het inwoneraantal
| Jaar                              | 2001  | 2002  | 2003  | 2004  | 2005  | 2007  | 2014  |
| --------------------------------- | ----- | ----- | ----- | ----- | ----- | ----- | ----- |
| Inwoneraantal                     | 1.745 | 1.779 | 1.742 | 1.749 | 1.729 | 1.734 | 1.845 |
| Opmerking: tellingen op 1 januari |       |       |       |       |       |       |       |

## Weblinks
- Website van de gemeente

Beaufort · Bech · Berdorf · Consdorf · Echternach · Rosport-Mompach · Waldbillig